# ماركو مكدونالد
ماركو مكدونالد (بالإنجليزية: Marco McDonald)‏ (31 أغسطس 1977 بجامايكا - ) هو لاعب كرة قدم جامايكي في مركز الدفاع. شارك مع منتخب جامايكا لكرة القدم. أما مع النوادي، فقد لعب مع نادي ووتر هاوس وTivoli Gardens F.C. ‏.

## وصلات خارجية
- ماركو مكدونالد على موقع الاتحاد الدولي (مؤرشف)  (الإنجليزية)
- ماركو مكدونالد على موقع قاعدة بيانات كرة القدم.إي يو (الإنجليزية)
- ماركو مكدونالد على موقع ناشيونال فوتبول تيمز (الإنجليزية)